# Старое Томышево
Старое Томышево — село в Новоспасском районе Ульяновской области. Входит в состав Коптевское сельское поселение.

## География
Находится на берегах реки Томышевка на расстоянии примерно 9 километров по прямой на восток-северо-восток от районного центра поселка Новоспасское.

## История
В 1913 году в селе было 658 дворов, 3462 жителя, церковь и школа. В 1990-е годы работал коопхоз «Томышевский». 

## Население
Население составляло 282 человека в 2002 году (русские 88%), 246 по переписи 2010 года.

## Известные уроженцы
- Жуков Иван Фёдорович — Герой Советского союза.
- Орлов Юрий Александрович — советский учёный-палеонтолог, редактор 15-томного труда «Основы палеонтологии».